# O Debate
O Debate é um filme brasileiro dirigido por Caio Blat e com roteiro de Guel Arraes e Jorge Furtado, baseado no livro homônimo escrito por eles em 2021.
É o primeiro filme dirigido por Caio Blat e o retorno de Débora Bloch aos cinemas, após mais de uma década afastada. 

## Sinopse
Após quase duas décadas de casamento, Paula (Débora Bloch) e Marcos (Paulo Betti) se separam. Ele é editor-chefe de um telejornal, enquanto ela o apresenta. Possuem opiniões divergentes, mas continuam amigos e parceiros de trabalho. Mas apesar disso, o relacionamento amistoso entre eles não impede que possuam visões diferentes sobre como devem conduzir a edição dos melhores momentos do debate que o telejornal irá exibir - e que pode interferir na escolha de centenas de milhares de eleitores indecisos.

## Elenco
- Débora Bloch ...Paula
- Paulo Betti ...Marcos
- Caio Blat
- Luisa Arraes

## Produção
As filmagens do longa-metragem iniciaram em junho de 2022, finalizando no mês seguinte. As gravações foram realizadas na cidade do Rio de Janeiro e Juiz de Fora, com a utilização de apenas três locações .
Débora Bloch e Paulo Betti foram escalados para os papeis centrais As pressas, quando os atores que interpretariam foram diagnosticados com COVID-19. 